# Lieselotte Pongratz
Lieselotte Pongratz (* 24. Dezember 1923 in Harburg; † 5. September 2001 in Hamburg) war eine deutsche Soziologin und Kriminologin. Sie war ab 1973 Professorin für Soziologie am Fachbereich Philosophie und Sozialwissenschaften der Universität Hamburg. Ab 1975 wurde sie zur ordentlichen Professorin am Fachbereich Rechtswissenschaften, an dem sie bis zu ihrer Emeritierung 1986 tätig war. 1979 wurde sie auf den dortigen Lehrstuhl für Kriminologie berufen und war die dritte Frau in der Bundesrepublik, die einen solchen Lehrstuhl innehatte.

## Leben
Als Tochter eines Kommunisten war Pongratz der Besuch einer höheren Schule aus politischen Gründen während des Nationalsozialismus versagt. Sie besuchte die Volksschule und leistete ein Pflichtjahr in der Landwirtschaft ab. Anschließend machte sie eine kaufmännische Lehre, die sie mit der Gehilfenprüfung abschloss. Es folgten eine Kriegdienstverpflichtung und bis 1945 der Einsatz im Reichsarbeitsdienst in Ostpreußen. Nach dem Krieg begann sie 1946 eine Ausbildung zur Fürsorgerin am Sozialpädagogischen Institut Hamburg, machte dort 1949 das Examen und arbeitete danach als Sozialarbeiterin bei der Jugendbehörde Hamburg.
1953 wurde Pongratz für eine wissenschaftliche Studie über Jugendliche in Heimen von der Jugendbehörde freigestellt. Im Rahmen dieser Arbeit entwickelten sich Kontakte zu einer Gruppe von Soziologen um Helmut Schelsky, insbesondere zu dem späteren Soziologieprofessor Heinz Kluth, der sie unterstützte, das Begabtenabitur zu machen. 1954 begann Pongratz mit dem Studium der Soziologie, Kriminologie, des Jugendstrafrechts und der Psychologie in Hamburg und an der London School of Economics and Political Science. Sie wurde 1963 im Rahmen eines Stipendiums bei Heinz Kluth an der Universität Hamburg promoviert. Ihr Dissertationsthema war die Sozialisation und das soziale Lebensschicksal von Prostituiertenkindern.
Von 1963 bis 1966 arbeitete sie als wissenschaftliche Assistentin am Institut für Kriminologie der Universität Hamburg. In Zusammenarbeit mit den beiden Senatsbeauftragten Curt Bondy und Rudolf Sieverts war sie mit dem Aufbau des Sozialpädagogischen Zusatzstudiums für Sozialwissenschaftler, Juristen, Mediziner und andere Fachrichtungen an der Universität befasst. 1966 wurde Lieselotte Pongratz Wissenschaftliche Rätin am Seminar für Sozialwissenschaften der Universität Hamburg. Hier führte sie eine methodologische Ausbildung ein und setzte den Schwerpunkt auf abweichendes Verhaltens in der Jugend und Familie. Aus dieser Tätigkeit heraus war sie mit im Aktionsforschungsprojekt in der Hamburger Übergangsstrafanstalt für Strafgefangene in der Alsenstraße.
Nachdem sie mehrere Rufe an andere Universitäten abgelehnt hatte, wurde sie 1973 Professorin für Soziologie an der Universität Hamburg und baute den Bereich "Abweichendes Verhalten und soziale Kontrolle" weiter aus. 1975 nahm sie den Ruf auf eine Professur für Kriminologie am Fachbereich Rechtswissenschaft der Universität Hamburg an. Nach Anne-Eva Brauneck und Hilde Kaufmann war sie die dritte Professorin für Kriminologie in der Bundesrepublik.
Von 1979 an war Pongratz maßgeblich an der Gründung des Aufbau- und Kontaktstudiums für Kriminologie beteiligt, dessen Lehrbetrieb 1984 aufgenommen wurde. Diese Modelleinrichtung, zunächst unter der wissenschaftlichen Leitung von Fritz Sack, war die erste Diplom-Ausbildung für Kriminologie in der Bundesrepublik. Zum Wintersemester 1985/1986 wurde Pongratz emeritiert. Aus dem Aufbau- und Kontaktstudium Kriminologie ging ab dem Jahr 2000 das Institut für Kriminologische Sozialforschung (IKS) hervor.
2000 gründete sie die nach ihr benannte Lieselotte-Pongratz-Stiftung, deren Vorsitz sie bis zu ihrem Tode innehatte. Ziel der Stiftung ist es, Studierenden und Promovierenden der Kriminologie und der sozialen Arbeit zu ermöglichen, Forschungsprojekte erfolgreich zu beendigen. Seit dem 14. Februar 2023 wird die Stiftung von Nils Zurawski geführt.
Lieselotte Pongratz wurde anonym auf dem Friedhof Bernadottestraße beigesetzt.

## Wirken
Lieselotte Pongratz war Mitbegründerin des Arbeitskreises Junger Kriminologen (AJK), der sich am 12. Juni 1969 zu einer interdisziplinären Arbeitsgruppe mit dem Ziel zusammenschloss, ein Diskussionsforum für Nachwuchswissenschaftler über neue Forschungsarbeiten und Forschungskonzepte zu bieten. Ebenfalls 1969 war sie Mitbegründerin und -autorin des Kriminologischen Journals (KrimJ). 1971 gelang es ihr zusammen mit Rüdiger Lautmann den Verleger Martin Faltermaier zu überzeugen, das KrimJ, das bis dahin nur auf Matrize vervielfältigt wurde, als Zeitschrift herauszubringen. 1972 war sie an der Gründung des Moritz-Liepmann-Hauses beteiligt.
1973 war sie Mitbegründerin der European Group for the study of deviance and social control, der sie bis zu ihrem Tode angehörte. Seit 1969 war sie zusammen mit Fritz Sack, Klaus Sessar und Bernhard Villmow Mitherausgeberin der Hamburger Studien zur Kriminologie. Zu Beginn der 1970er Jahre war Pongratz Mitglied und später für vier Jahre Vorsitzende des Bundesjugendkuratoriums.
Der kriminologische Forschungsansatz von Pongratz war stark geprägt von ihrem sozialpädagogischen Praxisbezug und ihrer methodischen Ausbildung. Sie initiierte Projekte auf der Grundlage der empirischen Sozialforschung. Ihr Name stand in den 1960er Jahren für Empirische Sozialforschung. Ihre Aufgabe als Kriminologin sah sie vor allem darin, mit kriminologischem Wissen die Situation der von der Kriminalpolitik Betroffenen tatsächlich zu verändern. Es ging ihr wesentlich um die Herausarbeitung belastender Lebensumstände, die auf Menschen einwirken und die durch deren Handeln wiederum reproduziert werden. Sie zeigte auf, wie Menschen mit gleichen Umständen unterschiedlich umgehen, sie bewältigen oder an ihnen scheitern.
Ihre 1975 veröffentlichte sozialstatistische Längsschnittstudie über delinquentes Verhalten von Kindern beruhte im Wesentlichen auf dem seinerzeit unzulänglichen Wissensstand dieses Bereiches. Die bis dahin vorwiegend strafrechtlich orientierte Kriminologie hatte die Kinderdelinquenz im Gegensatz zur Jugenddelinquenz nicht vertieft betrachtet. Im Rahmen der ersten Untersuchung wurde die Entwicklung der in der polizeilichen Kriminalstatistik registrierten Kinderdelinquenz zwischen 1956 und 1965 betrachtet. Pongratz kam im Rahmen dieser Untersuchung zu dem Ergebnis, dass Kinder, die in der Untersuchung überrepräsentiert in Erscheinung getretenen Sozialgruppen angehörten, wegen ihrer größeren Ungebundenheit, geringeren Beaufsichtigung und mangelnden Spielangebots in der Freizeit eher zu Normverletzungen kamen als Kinder mit stärker an Erwachsene gebundenem Spielverhalten. Kinder mit stärkerer Ausprägung von Merkmalen sozialer Deprivation traten häufiger bei der Polizei in Erscheinung, als die Gesamtheit der registrierten Kinder überhaupt. Ein Zusammenhang zwischen der Begehung von Strafhandlungen im Kindesalter und kriminellen Handlungen im Jugendalter konnte nicht generell festgestellt werden. So waren nach ihrer Untersuchung keine prognostischen Gesichtspunkte zu erkennen, die die Meinung erhärteten, dass Kinderdelinquenz der Einstieg in die spätere Kriminalität sei.
In ihrer 1990 veröffentlichten Nachuntersuchung beschäftigte sie sich mit dem bestraften Verhalten der gleichen Personengruppe im Erwachsenenalter. Das Ergebnis war, dass eine erhöhte Anzahl von Verurteilungen im Jugendalter einen bedingenden Faktor für strafrechtliche Sanktionen im Erwachsenenalter darstellt.
Aufgrund der Kombination aus Wissenschaftlerin und Kriminalpolitikerin unterschied Pongratz sich von der rein wissenschaftlichen, theorieorientierten wie auch von der üblichen kriminalpolitischen Betrachtungsweise ab. Ihr Engagement war maßgeblich auf eine zielorientierte Umsetzung von Maßnahmen für die Betroffenen ausgerichtet. Kennzeichnend für ihren wissenschaftlichen Ansatz war die Integration von Rechts- und Sozialwissenschaften auf den Gebieten des Strafrechts und der Kriminologie, insbesondere durch interdisziplinäre Forschungsaktivitäten.

## Publikationen (Auswahl)
- zusammen mit Hans-Odo Hübner: Lebensbewährung nach öffentlicher Erziehung. Eine Hamburger Untersuchung über das Schicksal aus der Fürsorge-Erziehung und Freiwilligen Erziehungshilfe entlassener Jugendlicher. Luchterhand, Darmstadt 1959.
- Prostituiertenkinder. Umwelt und Entwicklung in den ersten acht Lebensjahren. Fischer Verlag, Stuttgart 1964.
- zusammen mit Horst Schüler-Springorum und Rudolf Sieverts: Sozial auffällige Jugendliche. Juventa, München 1964.
- zusammen mit Jürgen Friedrichs: Soziale Erwartungen. Voruntersuchung an einer Stichprobe von Arbeitern. In: KrimJ 1970, Heft 2, S. 233 ff.
- zusammen mit M. Schäfer, Peter Jürgensen und D. Weiße: Kinderdelinquenz. Daten, Hintergründe und Entwicklungen. Juventa, München 1975. ISBN 3-7799-0621-X.
- Herkunft und Lebenslauf. Längsschnittuntersuchungen über Aufwuchsbedingungen und Entwicklung von Kindern randständiger Mütter. Juventa, Weinheim 1988. ISBN 3-7799-0678-3.
- zusammen mit Peter Jürgensen: Karrieren drogenabhängiger Straftäter, Soziale Integration nach therapeutischer Behandlung in der Fachklinik Brauel. Centaurus, Pfaffenweiler 1997. ISBN 3-89085-456-7.
- zusammen mit Dietlinde Gipser und Heiner Zillmer: Soziale Karrieren nach öffentlicher Erziehung. Frauen und Männer fünfzehn Jahre nach Heimentlassung. Ergebnisse einer Längsschnittstudie. In: Dietlinde Gipser, Heiner Zillmer: Der Fürsorge entkommen, der Forschung nicht. Das Lieselotte-Pongratz-Projekt: "Lebensbewährung nach öffentlicher Erziehung". Hamburger Kinder nach Krieg und Heim. Blicke auf 55 Jahre Forschung. edition zebra, Hamburg 2011. ISBN 978-3-928859-07-3.